# 白沙屯交流道
24°34′15″N 120°42′59″E / 24.570929°N 120.716498°E
白沙屯交流道位於臺灣苗栗縣通霄鎮，為臺灣台61線指標111.8公里的交流道，銜接台1線。1996年7月26日通車初期，匝道形式為直接式，現交流道型式改為鑽石型，2018年6月2日下午六時開放南下匝道通車。
|  | 111 白沙屯 |  | 西湖 白沙屯 |

## 外部連結
- 台61線白沙屯交流道示意圖 （页面存档备份，存于）（交通部公路總局）